# Holzhausen (Adelsgeschlecht)

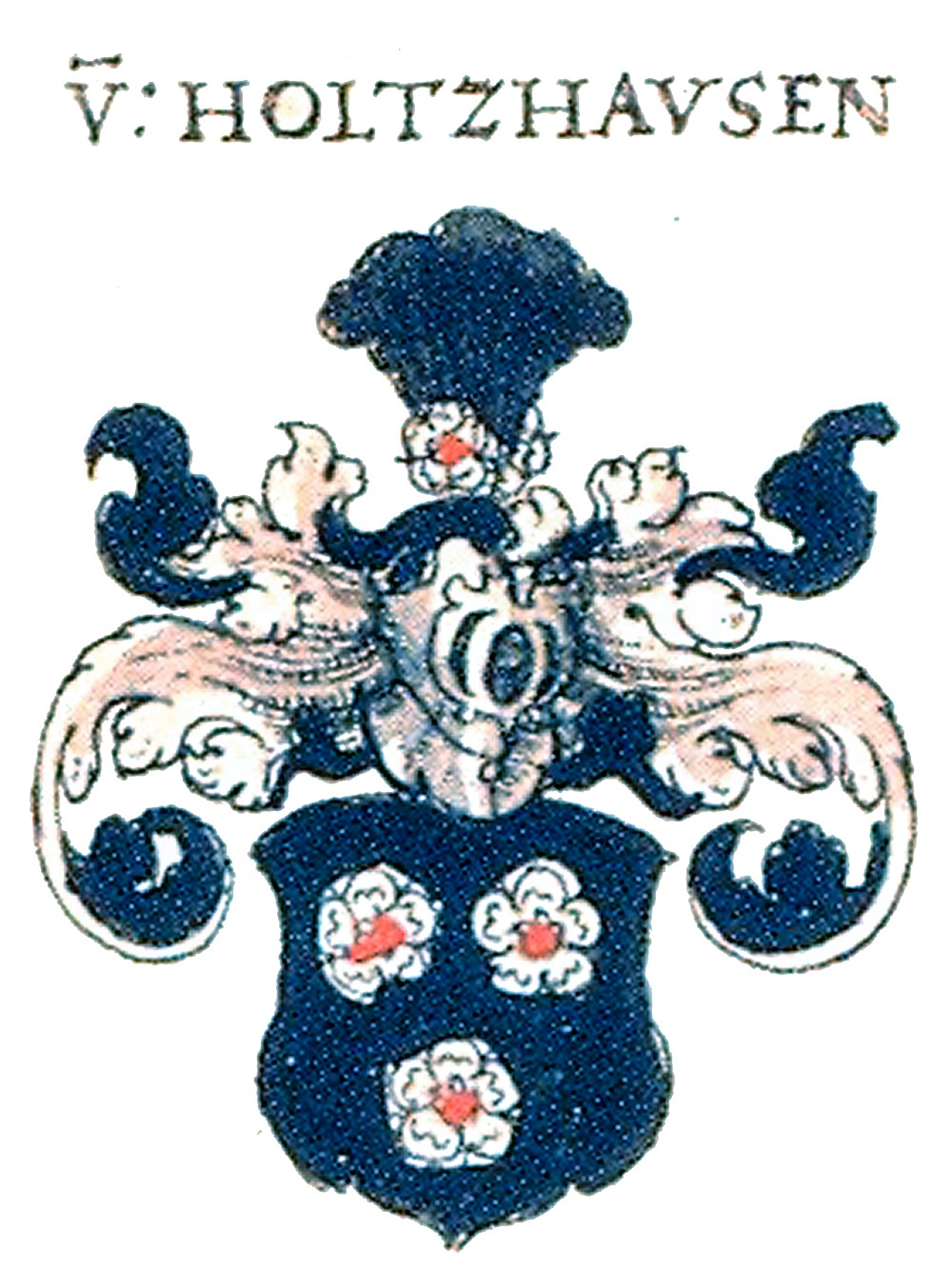
Wappen derer von Holzhausen in Siebmachers Wappenbuch

Die Adelsfamilie Holzhausen stammt aus Burgholzhausen vor der Höhe und ist seit 1245 nachweislich in der Reichsstadt Frankfurt ansässig. Sie gehört zu den angesehensten Patriziern in der Ganerbschaft Alten Limpurg, die den Rat der Stadt bis zum Ende des Heiligen Römischen Reiches 1806 dominierte.
Die Familie ist zu unterscheiden von den nichtverwandten westfälischen Holzhausen und Holzhausen genannt Berkule.

## Geschichte

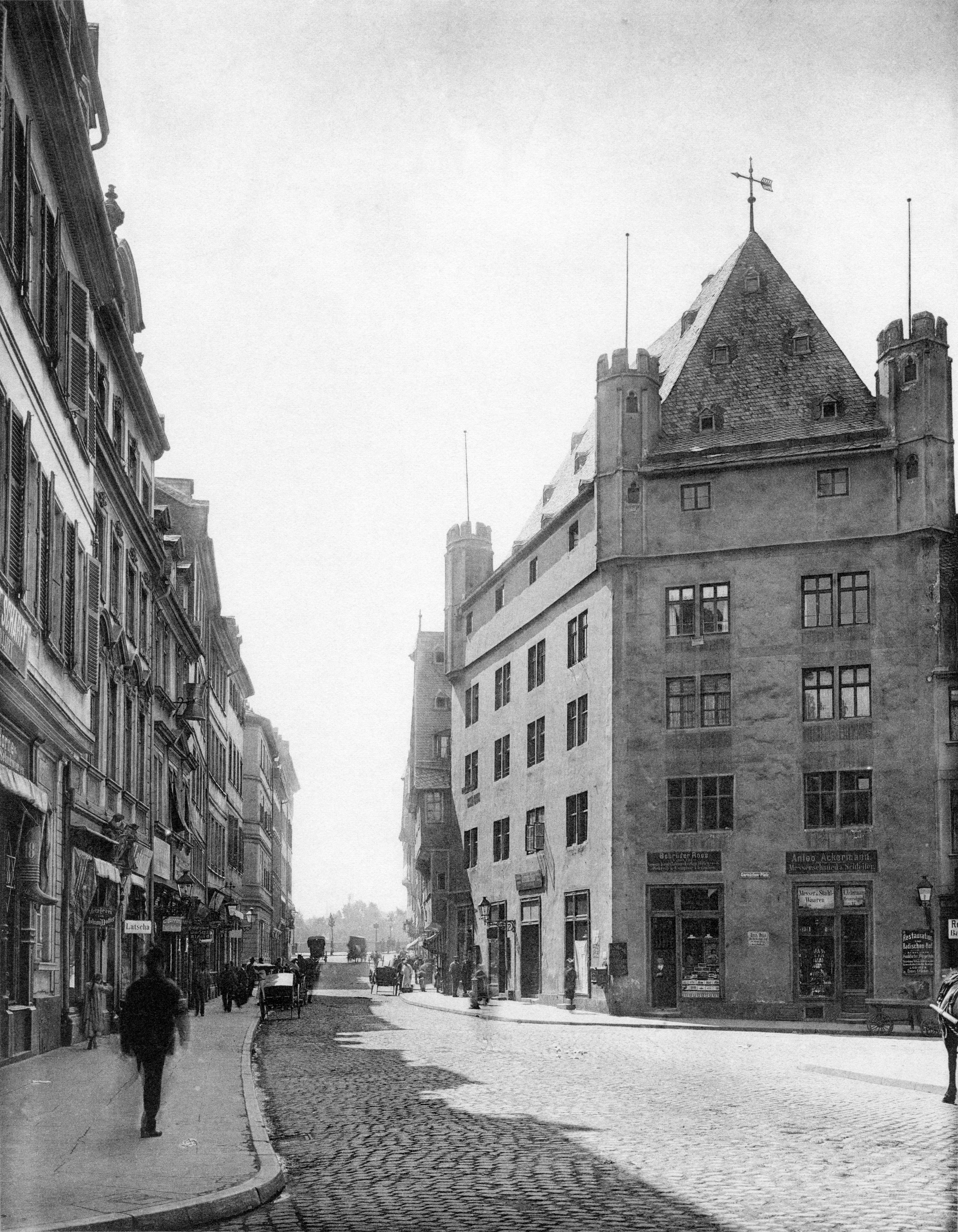
Haus Fürsteneck, 1901

Bis Ende des 15. Jahrhunderts beteiligte sich die Familie am Fernhandel, vor allem im Rahmen der Frankfurter Messe, danach konzentrierte sie sich auf die Verwaltung ihrer zahlreichen Liegenschaften, darunter das 1944 durch Bomben zerstörte Haus Fürsteneck. Dieses hatten nach 1350 der spätere Bürgermeister Johann von Holzhausen und seine Frau Guda auf einem Grundstück erbaut, das zuvor zum alten Frankfurter Judenviertel gehört hatte, welches beim Pogrom von 1349 zerstört worden war. Johann wirkte in den 1360er Jahren an der Niederschlagung eines 1355 ausgebrochenen Aufstands der Zünfte mit. 1372 nahm er an einer Gesandtschaft nach Mainz teil, die von Kaiser Karl IV. das Reichsschultheißenamt (das Amt des kaiserlichen Statthalters in der Stadt und Königspfalz Frankfurt) für 8800 Gulden als Pfand erhielt und damit faktisch den Status als Freie Reichsstadt unter der Vorherrschaft des Patriziats erlangte.
Hamman von Holzhausen (1467–1536) war Bürgermeister und ein Förderer der Reformation und des Humanismus. Sein Sohn Justinian von Holzhausen (1502–1553) unterzeichnete 1537 als Frankfurter Vertreter auf dem Schmalkaldischen Bundestag die Schmalkaldischen Artikel, womit sich Frankfurt der Confessio Augustana anschloss. Nach dem Augsburger Interim 1548 war es dem diplomatischen Geschick Justinians zu verdanken, dass die Stadt nicht in konfessionellem Hader versank. Als Frankfurt im Fürstenaufstand gegen den Kaiser 1552 von protestantischen Fürsten unter der Führung Moritz’ von Sachsens belagert wurde, erreichte er im Passauer Vertrag die Bewahrung des lutherischen Bekenntnisses der Reichsstadt und zugleich ihre Privilegien als Messeplatz und als Wahl- und Krönungsort der Römischen Kaiser.
Die Familie besaß seit 1313 eine Begräbnisstätte in der Weißfrauenkirche, später auch in der Peterskirche. Im Laufe der Jahrhunderte waren mehr als 30 Angehörige der Familie über 70 mal Bürgermeister von Frankfurt, darüber hinaus stellte sie zahlreiche Gesandte bei Reichstagen und Städtetagen. 1923 starb mit Adolph von Holzhausen der Frankfurter Zweig der Familie aus.

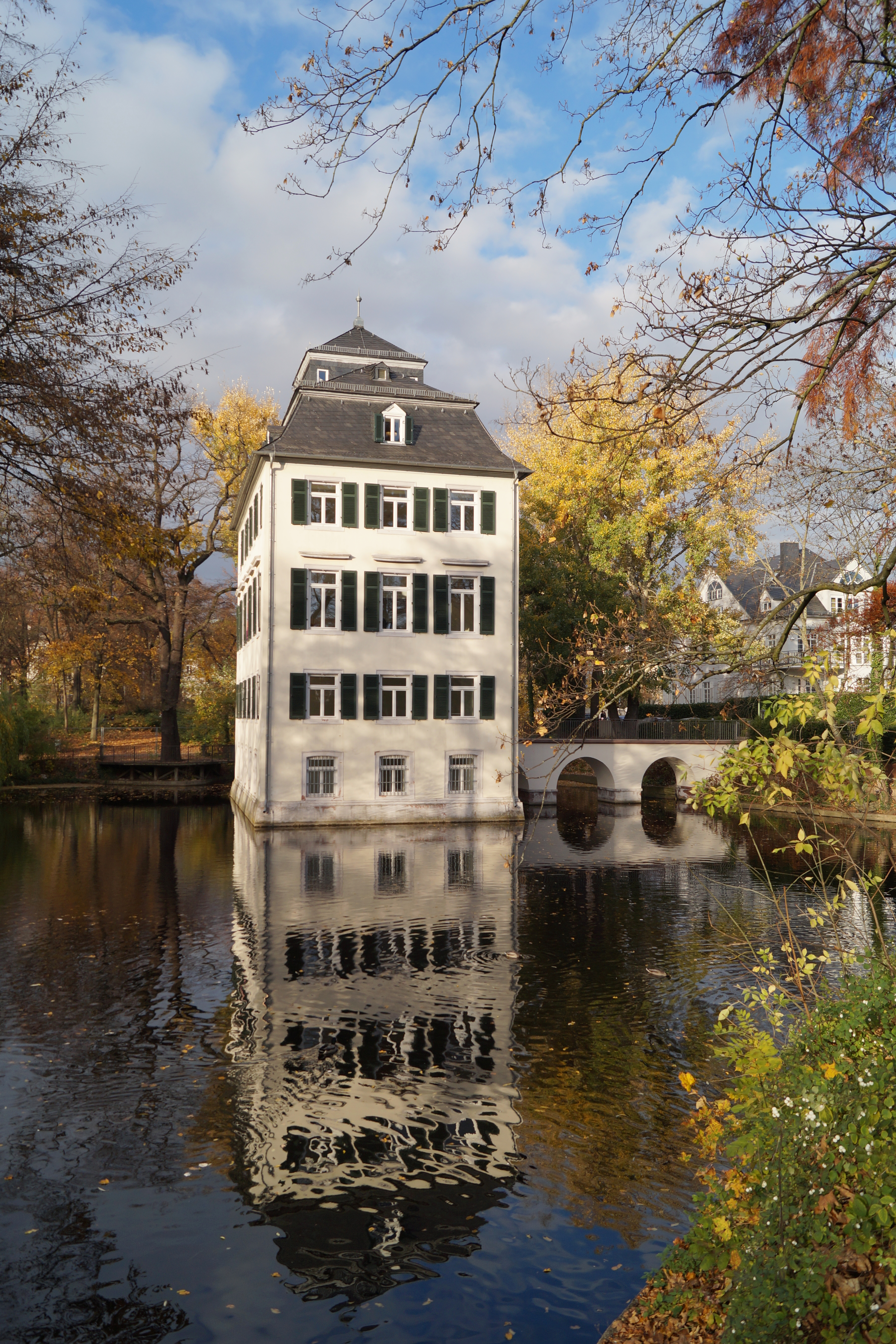
Holzhausenschlösschen, Frankfurt-Nordend

Die Familie hatte seit dem Mittelalter einen Besitz in der Heide nördlich der Reichsstadt, damals als Holzhausen Oed bezeichnet, mit einer Wasserburg in dem damals noch größeren Burgweiher, die 1540 aufgestockt und ausgebaut, aber 1552 bei der Belagerung Frankfurts durch protestantische Reichsfürsten um Moritz von Sachsen zerstört wurde. 1571 wurde die Anlage wiederhergestellt. 1729 ließ Johann Hieronymus von Holzhausen auf den Fundamenten der Wasserburg nach Plänen des kurz zuvor verstorbenen Louis Remy de la Fosse ein kleines Wasserschloss als repräsentativen Sommersitz für seine Familie errichten, das Holzhausenschlösschen. Das letzte männliche Mitglied des ältesten Zweigs der Familie, Rittmeister Adolph von Holzhausen († 1923), schenkte das Schloss und den umgebenden Park der Stadt Frankfurt am Main.
In Frankfurt am Main wird die Erinnerung an die Familie Holzhausen vielfältig gepflegt:
- Das Holzhausenviertel im Stadtteil Nordend ist eine der bevorzugten Wohngegenden der Stadt.
- Im Holzhausenviertel liegen der Holzhausenpark mit dem Holzhausenschlösschen sowie die Hamman-, die Justinian- und die Holzhausenstraße.
- Die Holzhausenschule ist eine Grundschule an der Eschersheimer Landstraße im Stadtteil Westend.

Ein jüngerer Zweig der Familie, der auf Anton Ulrich von Holzhausen zurückgeht, besteht bis heute (2025) in Österreich fort. Mitglieder dieses jüngeren Zweigs, Friedrich, Ludwig und Hermann Freiherren von Holzhausen, erhielten am 26. Oktober 1909 das Freiherrenstandswappen verliehen.

## Wappen

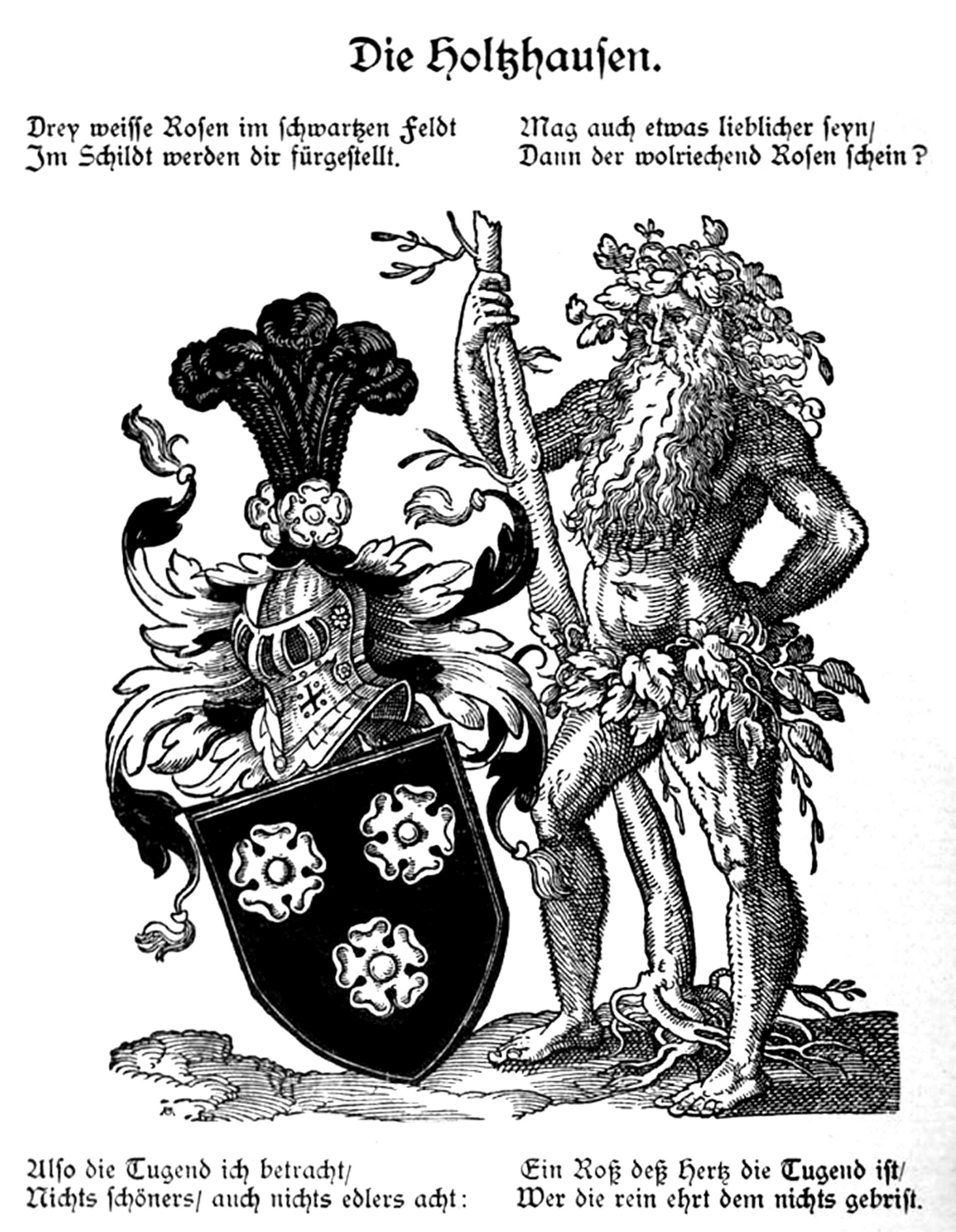
1589: Wappen der Holzhausen mit wildem Mann als Schildhalter

Ältestes Siegel von 1334: In Schwarz drei (2, 1) fünfblättrige silberne Rosen mit roten Butzen; auf dem Helm mit schwarz-silbernen Decken zwei silberne Rosen, aus denen fünf schwarze Straußenfedern hervorgehen.

## Bekannte Familienmitglieder
Herausragende Vertreter der Familie waren u. a.:
- Johann von Holzhausen († 1393)
- Hamman von Holzhausen (1467–1536)
- Justinian von Holzhausen (1502–1553), Sohn von Hamman.
- Johann Georg von Holzhausen, Bürgermeister 1710 und 1714
- Johann Hieronymus von Holzhausen (1674–1736), Bürgermeister 1733
- Johann Maximilian von Holzhausen, Bürgermeister 1761
- Anton Ulrich Carl von Holzhausen (1754–1832), letzter Bürgermeister der Freien Reichsstadt 1806
- Adolph von Holzhausen (1866–1923), letzter Vertreter der Älteren Linie des Geschlechts
- Elena Freifrau von Holzhausen geb. Gräfin von und zu Hoensbroech (* 1965), Kunsthistorikerin, Denkmalpflegerin
- Franz von Holzhausen, (* 1968), US-amerikanischer Automobildesigner

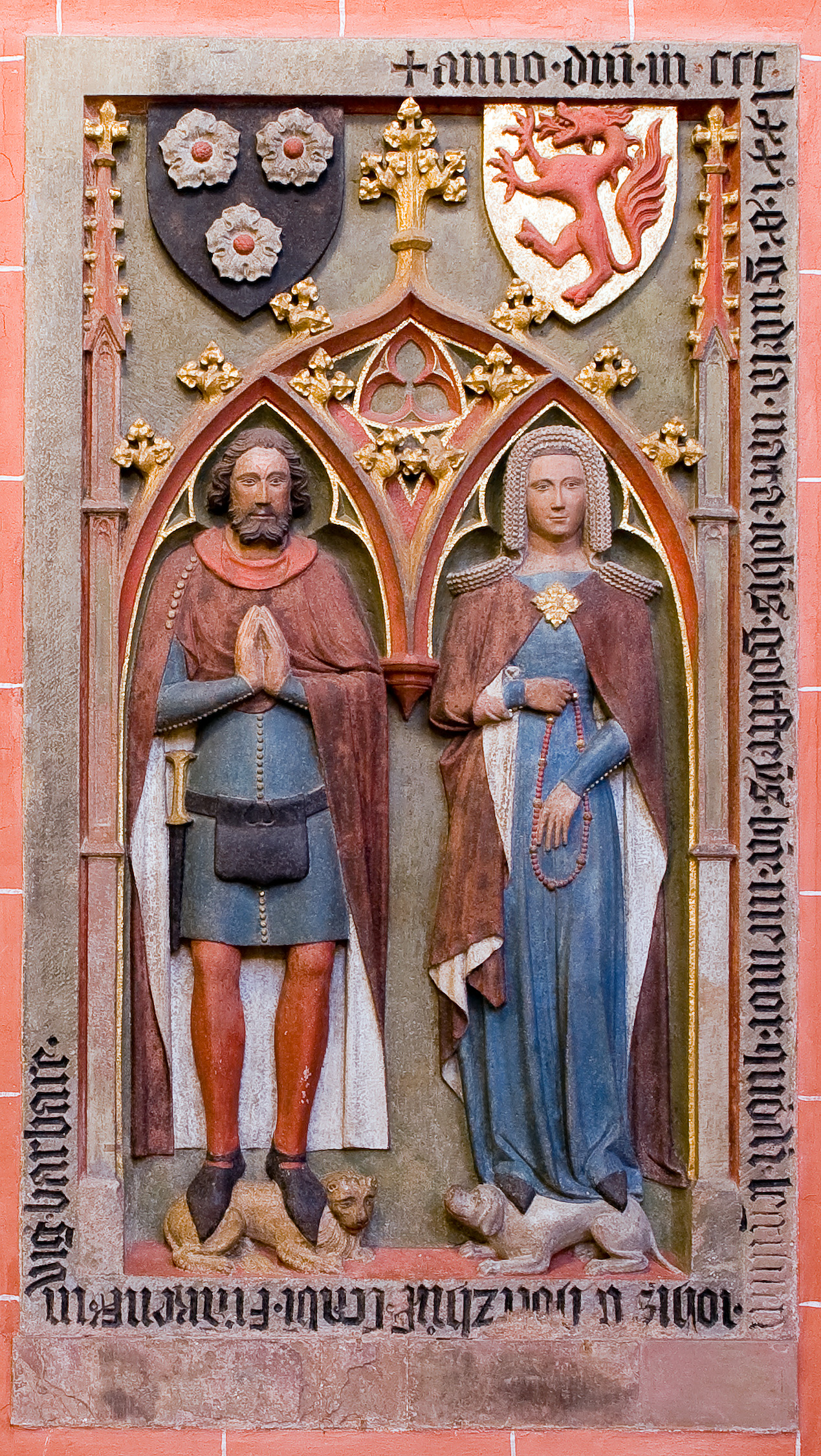
Grabmal des Johann von Holzhausen († 1393) und seiner Frau Guda im Frankfurter Dom
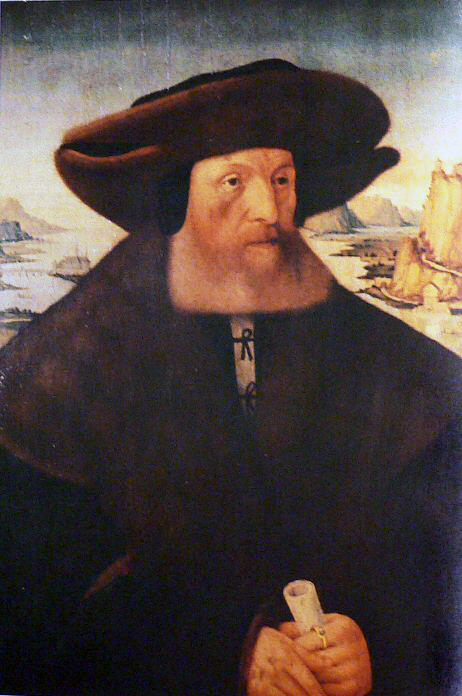
Hamman von Holzhausen (1467–1536), von Conrad Faber von Kreuznach (1490)
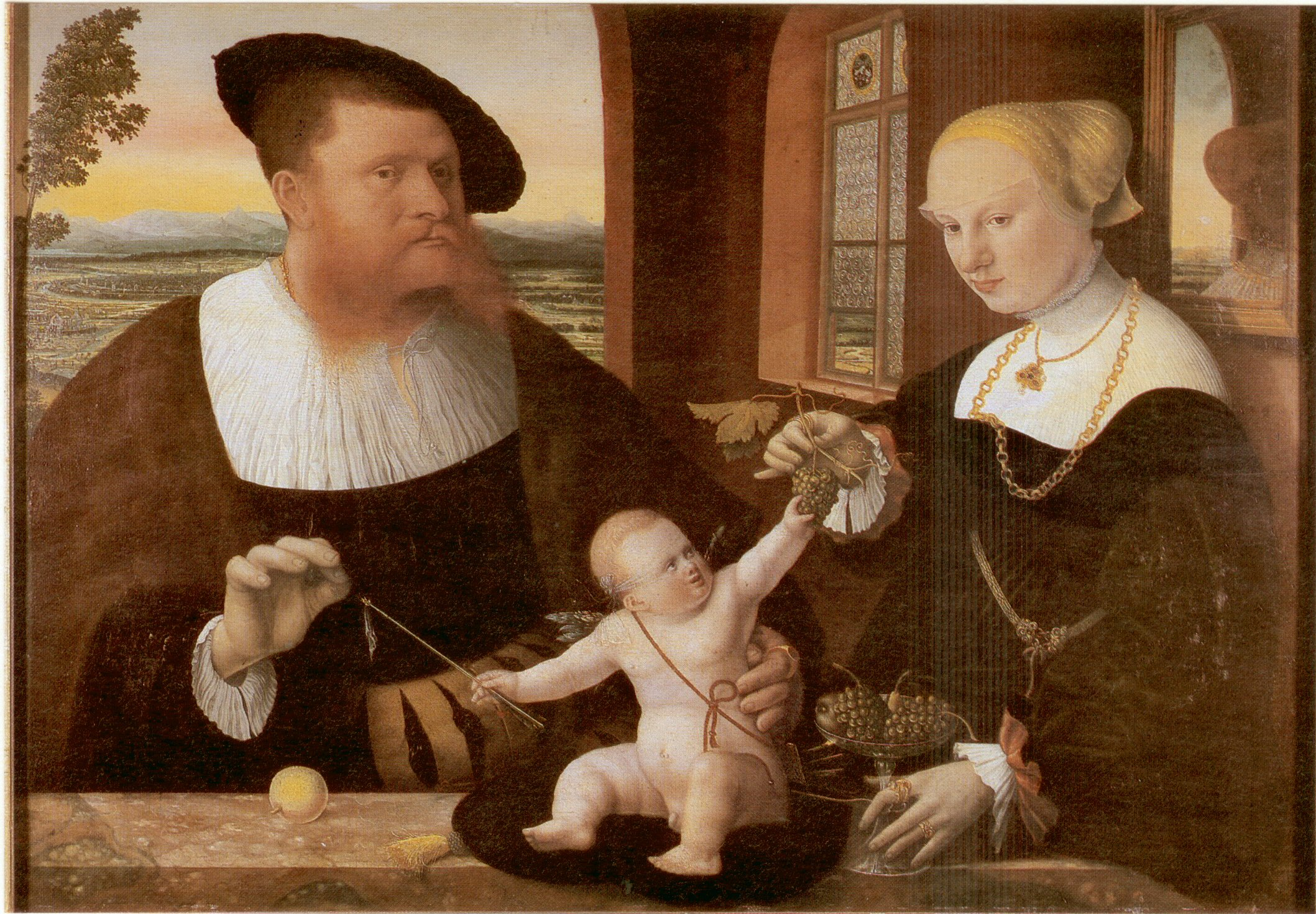
Justinian von Holzhausen (1502–1553) und Anna Fürstenberger (1510–1573)